# 克里斯蒂安王子湾

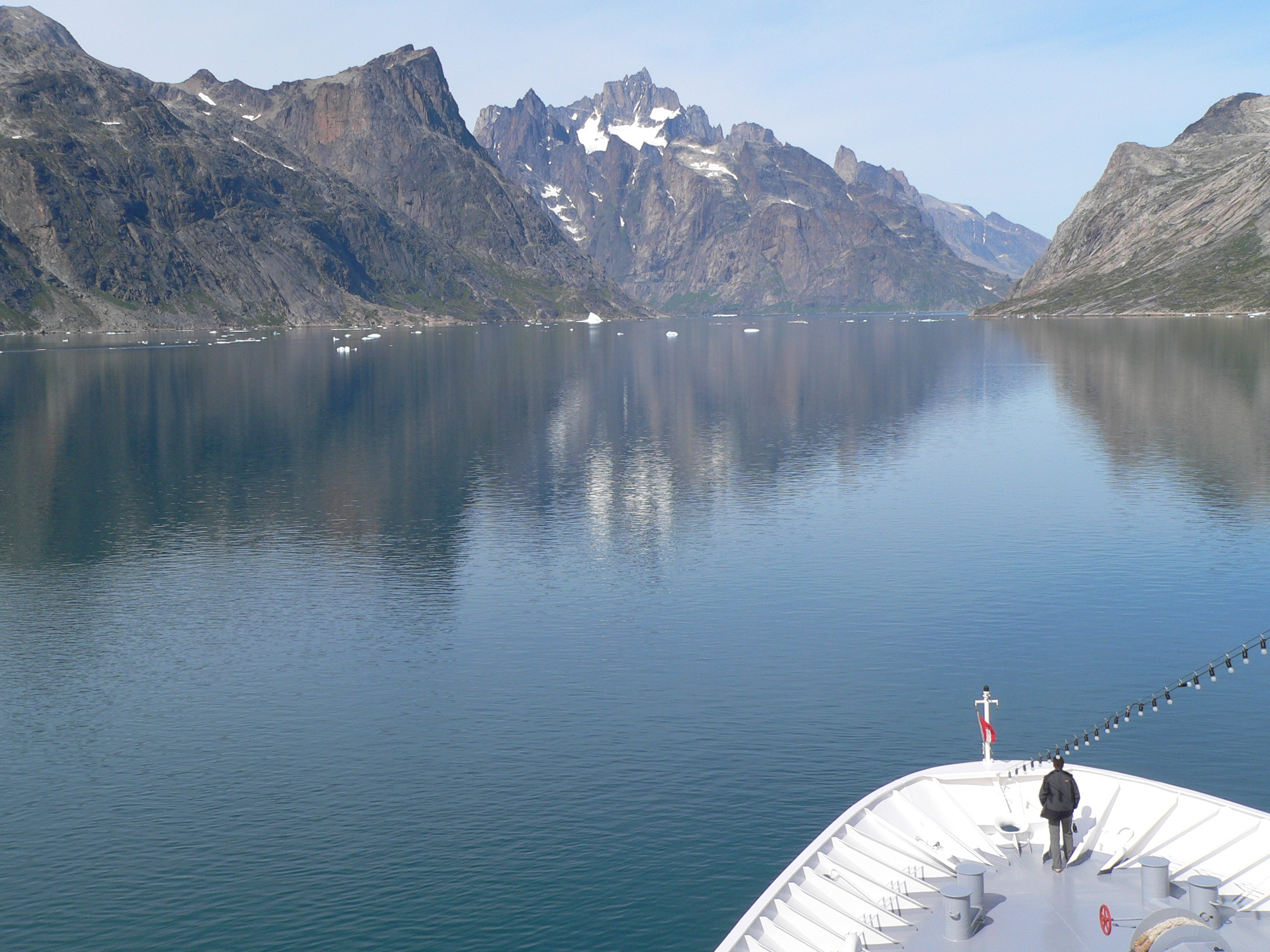
克里斯蒂安王子湾

克里斯蒂安王子湾（格陵兰语：Ikerasassuaq；丹麦语：Prins Christians Sund）是位於格陵兰南部的一条水道。格陵蘭本島與克里斯蒂安四世岛以及告别角群岛隔克里斯蒂安王子湾相望。克里斯蒂安王子湾的名字來自克里斯蒂安八世，大家為了紀念克里斯蒂安八世而給這個水道起了這個名字。